# (66391) 1999 KW4
(66391) Moshup（仮符号 1999 KW4）とは、アテン群に属する地球近傍天体の1つである。衛星S/2001 (66391) 1を持つ。主星をアルファ、衛星をベータと呼ぶこともある。2019年8月27日、小惑星センターにより主星が「Moshup」、衛星が「Squannit」と命名された。Moshupはモヒガン族の神話に登場する、ニューイングランドの海岸に住むという巨人。SquannitはMoshupの妻の名前に因んでいる。

## 物理的性質
1999 KW4は、主星アルファと衛星ベータの性質には著しく大きな違いがみられる。

とS/2001 (66391) 1の動き。

アルファは平均直径1.32 kmの小さな小惑星で、三軸径は1.53km × 1.50km × 1.35kmである。赤道がほぼ円形に膨らんでおり、ダイヤモンドのような形をしている。2.8時間という早い周期で自転しており、平均密度が1.97 g/cm3と低い値を持つことから、アルファはラブルパイル構造を持つスカスカな構成であり、アルファを構成する粒子が自転の遠心力で赤道方向に集まった結果、現在の形を持っていると考えられている。質量は23億530万トンである。
ベータは平均直径450 mと、アルファの34%ほどの大きさしかない小さな衛星である。公転半径は2.6 kmと、アルファの半径の4倍程度しか離れておらず、この短い公転半径を17.4時間で公転している。また、ベータの自転もこれに同期している。質量はアルファの5.7%の1億3500万トンである。ベータの三軸径は571m × 463m × 349mと、アルファのような特徴的な形を持たない不定形である。また、平均密度は2.81g/cm3と、アルファの1.4倍の密度を持つ。
1999 KW4は、連星系を保てる限界の速度で高速回転しており、かなりふらついている。衛星を持つ小惑星は、回転速度がさまざまであるが、その生成過程にはYORP効果が関与しているという研究もある。それによれば、YORP効果によって、数百万年かけてアルファの自転が加速すると、ラブルパイル構造を持つ構成物質が赤道付近に集まる。その一部が自転による遠心力で分離し、衛星になったというものである。この理論では、アルファの形状や、アルファとベータの平均密度の差を説明できる。また、自転の加速によって物質が赤道付近に移動すれば、アルファの極は表面物質が少なく、小惑星の内部を構成する物質がむき出しで存在する可能性がある。もしそうであれば、小惑星の表面を掘らずに内部の物質をサンプルリターンすることも可能であると考えられる。

## 軌道の性質
1999 KW4の軌道長半径は9200万km(0.642AU)であり、近日点は水星よりも内側の3000万km(0.200AU)、遠日点は地球の公転軌道とほぼ接する1億6200万km(1.085AU)である。1999 KW4は、この軌道をほぼ半年で公転している。そして、軌道傾斜角は1.92度とほとんど傾いていない。このため、1999 KW4は地球近傍天体であり、直径も大きいため潜在的に危険な小惑星(PHA)でもある。地球軌道との最小交差距離EMoidは215万3000kmである。頻繁に接近するため、観測や研究が行われている。実際、発見された2年後の最接近時に、1999 KW4に衛星があることがわかっている。また、レーダー観測による詳しい形状や回転周期などのデータも得られており、YORP効果によって小惑星に衛星が誕生するという理論の下地にもなっている。
発見時の1999年には、6月3日に地球から3155万km(0.2109AU)まで接近した。2年後の2001年5月23日には、地球から424万km(0.0323AU)まで接近した。これほど接近するのは、前回は1984年5月25日で、このときには地球から240万km(0.0161AU)まで接近していた。次回は2019年5月25日の518万km(0.0346AU)である。近年で最も接近するのは2124年5月26日の211万km(0.0141AU)である。公転周期がほぼ半年のため、地球に最も接近するのは必ず5月末から6月初めにかけてである。
詳細な軌道計算によって、少なくとも1000年間は地球に直接の影響はないと考えられている。

## 歴史
1999 KW4は、1999年5月20日にLINEARによる観測で発見された。
2001年5月21日から23日にかけての観測で、1999 KW4に衛星が存在する事がわかった。2006年には、1999 KW4を構成するアルファとベータの詳細な形や質量などがわかり、互いに異なる性質を持つ奇妙な連星系であることがわかった。2008年、YORP効果による自転の加速によって、1999 KW4のアルファの形状と、ベータの生成に関する説明がなされた。